# Ecos del Combeima
Ecos del Combeima es una emisora de radio colombiana, con sede en la ciudad de Ibagué, Tolima. La emisora es propiedad de Inversiones Combeima, cuyo dueño es el empresario local Arnulfo Sánchez. Desde el año 2013, está afiliado a la emisora Blu Radio.

## Historia
La emisora fue lanzada en 1935, por una sociedad formada entre el doctor Francisco Lamus Ordóñez y su amigo personal, el ingeniero Nicolás Rivera, siendo una de las primeras emisoras de radio en la ciudad de Ibagué. 
Sus primero estudios se encontraba desde la Calle Llano de los Álvarez (actual Avenida Ricaurte) en el sur de la ciudad, instalando una antena transmisora en Calarcá, desde una reconocida finca donde hospedó el científico alemán Alexander von Humboldt, en su primera visita al país en 1802. Sin embargo, debido de problemas económicos a raíz de los sucesos del Bogotazo, vende las acciones de la emisora al empresario antioqueño residente en Ibagué, el periodista Vicente Gaitán, quién después de 1948, se mudaron los equipos hasta la ciudad de Medellín para fundar su propia emisora, actual Radio Munera, quedando a la ciudad de Ibagué sin su única emisora. Pese a la llegada de las emisoras como RCN Radio y Caracol Radio a inicios de los años 50, el empresario y accionista del desaparecido diario Ecos del Tolima, Camilo Raful, se decidió relanzar la emisora bajo el nombre de Ecos del Combeima, en referencia al Cañón del Combeima, uno de los patrimonios naturales del país. La emisora pasó a estar influenciado a la tendencia conservadora, de su mayoría de dirigentes políticos conservadores como Alfonso López Pumarejo, Darío Echandía, Laureano Gómez, Gustavo Rojas Pinilla, Guillermo León Valencia y Alfonso López Michelsen. Durante la caída del general Rojas Pinilla en 1957, la emisora fue ocupada por militantes del Partido Liberal, saliendo del aire por varias horas, enlazando con algunas emisoras de la capital Bogotá. Desde el año 1968, es la emisora oficial de la Vuelta a Colombia, bajo la narración del recordado periodista Pedro Sánchez, que se encargó en las narraciones hasta su muerte en 2000. En la década de los años 70, la emisora sería comprada por el empresario y senador Jaime Pava Navarro, de la que se incorporaría como emisora propia de la Cadena Súper, bajo el nombre de Ecosuper 790 AM, y nombraría al periodista Arnulfo Sánchez López como el director de la emisora. Durante los próximos años, la emisora cubrió importantes sucesos que marcó en la historia del Tolimac como la Tragedia de Armero en 1985 y el primer triunfo del equipo de fútbol Deportes Tolima de 2003. 
A finales de 1999, y en medio de problemas económicos, Cadena Súper anunció la venta de la emisora al comunicador Arnulfo Sánchez, y devolvió la marca actual de Ecos del Combeima a partir del 1 de enero de 2000. En 2007, el entonces gobernador del departamento, Óscar Barreto Quiroga, se declaró a la emisora como patrimonio cultural del Tolima. Siguió en la misma frecuencia hasta 2008, cuando se movió el dial a la actual 1110 AM, debido a que la emisora original sería cedida al Sistema Radial Inrai, con sede en Neiva, Huila. Siguió siendo una emisora independiente hasta 2013, cuando pasó ser afiliada a la recién lanzada emisora Blu Radio, propiedad de Caracol Televisión.
Desde 2021, la emisora estaría estudiando la posibilidad de lanzar su propio canal de televisión local bajo el nombre de RCTV (Radio Combeima Televisión), proyecto quedó propuesto por falta de vialidad.
El 14 de marzo de 2025 fallece en Ibagué el periodista Arnulfo Sanchez López propietario de la emisora y director del informativo Econoticias.

## Recursos externos
- Historia de la emisora

- Datos: Q5817341